# Пицигетоне
Пицигетоне (итал. Pizzighettone) је насеље у Италији у округу Кремона, региону Ломбардија.
Према процени из 2011. у насељу је живело 4205 становника. Насеље се налази на надморској висини од 45 м.

## Становништво
Према резултатима пописа становништва 2011. у општини је живело 6.703 становника.
| 1931. | 1936. | 1951. | 1961. | 1971. | 1981. | 1991. | 2001. | 2011. |
| ----- | ----- | ----- | ----- | ----- | ----- | ----- | ----- | ----- |
| 5.717 | 5.568 | 7.199 | 7.379 | 7.015 | 7.138 | 6.962 | 6.785 | 6.703 |